# Dominika na Mistrzostwach Świata w Lekkoatletyce 2013
Dominika na Mistrzostwach Świata w Lekkoatletyce 2013 – reprezentacja Dominiki podczas mistrzostw świata w Moskwie liczyła 1 zawodnika, który nie zdobył medalu.

## Występy reprezentantów Dominiki
| Konkurencja            | Zawodnik      | Eliminacje | Eliminacje | Półfinał | Półfinał | Finał    | Finał   |
| Konkurencja            | Zawodnik      | Rezultat   | Pozycja    | Rezultat | Pozycja  | Rezultat | Pozycja |
| ---------------------- | ------------- | ---------- | ---------- | -------- | -------- | -------- | ------- |
| Bieg na 200 m mężczyzn | Mitchel Davis | 21,99 (SB) | 51.        | NQ       | NQ       | NQ       | NQ      |